# Chalepides unicolor
Chalepides unicolor är en skalbaggsart som beskrevs av S. Endrödi 1963. Chalepides unicolor ingår i släktet Chalepides och familjen Dynastidae. Inga underarter finns listade i Catalogue of Life.